# Franse parlementsverkiezingen 1797
In 1797 werden er Franse parlementsverkiezingen gehouden voor het Wetgevend Lichaam, bestaande uit de Raad van Vijfhonderd en de Raad van Ouden. Het was de eerste wetgevende verkiezing onder het Directoire en ook de eerste in de verenigde departementen.

## Verloop
De verkiezingen vonden getrapt plaats van 21 maart tot 4 april (germinal jaar V). In een eerste fase kwam in de hoofdplaats van elk kanton een assemblée primaire samen die kiesmannen (grands électeurs) verkoos. Het stemrecht werd beperkt door de cijns. De opkomst bedroeg 23%, wat veel was voor die tijd. In de tweede fase verenigden de kiesmannen zich per departement in een assemblée électorale om de eigenlijke gedeputeerden aan te duiden. Een derde van de zetels in het Wetgevend Lichaam was verkiesbaar, namelijk 166 in de Raad van Vijfhonderd en 84 in de Raad van Ouden. Daar kwamen achteraf nog tien verkozenen uit de kolonies bij (6 in de Vijfhonderd en 4 bij de Ouden). In totaal werden dus 260 zetels toegewezen.

## Uitslag
Van het uittredende derde stelden zich 216 conventionelen herverkiesbaar, maar slechts elf van hen werden herverkozen. De grote winnaars waren de royalisten, vooral deze van constitutionele strekking, die de club de Clichy domineerden. Soboul geeft de uitslag als volgt:
| Partij                                 | zetels |
| -------------------------------------- | ------ |
| Reactionairen en contrarevolutionairen | 182    |
| Onzekere overtuiging                   | 44     |
| Republikeinen                          | 34     |

## Coup van 19 fructidor
In de staatsgreep van 19 fructidor werd de verkiezingsuitslag grotendeels ongedaan gemaakt: 177 verkozenen verloren op diverse manieren hun zetel en werden niet vervangen. De hoofdreden, die 142 verkozenen trof, was de nietigverklaring van de verkiezingen in 49 departementen. Uit het zittende parlement werd van 53 leden de deportatie bevolen.

## Voetnoten
1. ↑  Kuscinski, p. 182-183
2. ↑  Soboul, p. 45. Gearchiveerd op 11 juli 2023.
3. ↑  Soboul, p. 50
4. ↑  Kuscinski, p. 190 en p. 201-203
5. ↑  Kuscinski, p. 191 en p. 203